# Brotizolam
Il brotizolam è un composto chimico, una tienotriazolodiazepina, analogo delle benzodiazepine. È dotato di attività sedativa ed ipnotica, ansiolitica, anticonvulsivante e miorilassante. Per la sua breve durata di azione è considerato simile ad altre benzodiazepine, e in particolare al triazolam. 
In Italia è venduta dalla società farmaceutica Boehringer Ingelheim con il nome commerciale di Lendormin, nella forma di compresse contenenti 0,25 mg di principio attivo.

## Caratteristiche strutturali e fisiche
Si presenta come una polvere bianca o lievemente gialla. È praticamente insolubile in acqua e solo leggermente solubile nell'alcool etilico o metilico

## Farmacodinamica
Brotizolam si caratterizza per un'alta affinità ai recettori benzodiazepinici del sistema nervoso centrale (SNC), tra le più alte fra tutte le benzodiazepine, come evidenziato da studi eseguiti sugli animali. La benzodiazepina si lega a questi recettori determinando una riduzione del tempo necessario per addormentarsi, aumentando la durata complessiva del sonno e diminuendo il numero dei risvegli. Il farmaco possiede attività ansiolitica, ipnotica, anticonvulsivante, sedativa e rilassante muscolare. Le sue caratteristiche farmacologiche sono simili a quelle del triazolam.
Alle dosi comunemente utilizzate Brotizolam non altera la cinetica del sonno, a differenza di altre benzodiazepine. Effetti avversi sulla durata della fase REM e sul sonno a onde lente si presentano solo a dosaggi superiori (> 0,25 mg in una singola somministrazione), aumentando in maniera dose-dipendente.

## Farmacocinetica
Brotizolam, dopo la somministrazione per via orale, viene rapidamente assorbito dal tratto gastroenterico. La biodisponibilità assoluta della molecola dopo somministrazione per os è all'incirca del 70%.
Il farmaco si lega alle proteine plasmatiche nelle misura del 90-95%. Il volume apparente di distribuzione è pari a circa 0,66 l/kg peso corporeo.
Nell'organismo il brotizolam è metabolizzato tramite reazioni ossidative nella ghiandola epatica grazie al citocromo P450, isoenzima CYP3A4. La molecola viene preferibilmente idrossilata a livello del gruppo metile e dell'anello diazepinico.
Tutti i metaboliti idrossilati vengono poi coniugati all'acido glucuronico e/o all'acido solforico. Di questi metaboliti molti risultano inattivi e altri meno attivi rispetto al composto progenitore. Gli studiosi ritengono perciò che i metaboliti di brotizolam non contribuiscano agli effetti clinici del composto.
L'emivita di eliminazione, nei soggetti sani, si aggira fra le 3 e le 8 ore. Nei soggetti anziani l'emivita di eliminazione orale è decisamente superiore rispetto a quella registrabile in volontari giovani, tuttavia negli studi eseguiti è apparso improbabile il verificarsi di fenomeni di accumulo se i soggetti anziani ingeriscono dosi di 0,25 mg di brotizolam.
Di una dose assunta per via orale, circa i due terzi vengono eliminati attraverso l'emuntorio renale. L'1% della dose somministrata viene eliminata con le urine in forma immodificata. Il restante 33% viene invece eliminato attraverso le feci.

## Tossicologia
Il composto si caratterizza per una tossicità acuta molto bassa. Studi eseguiti sugli animali, in particolare nei roditori, ha messo in evidenza valori di DL50 superiori a 10 g/kg peso corporeo, nel topo e nel ratto, quando il composto viene assunto per os. Ulteriori studi di tossicologia hanno evidenziato valori di DL50 orale superiori a 2 g/kg nel coniglio e nel cane.

## Usi clinici
Il brotizolam è utilizzato in particolar modo per il trattamento a breve termine dell'insonnia, in particolar modo quando questa risulti grave, disabilitante e sottoponga il paziente ad un profondo disagio. L'insonnia viene descritta come una difficoltà ad addormentarsi, la tendenza ad avere risvegli frequenti, il risveglio precoce dopo il sonno o una combinazione di ciascuno di questi elementi. Il composto, così come altri ipnotici, deve essere utilizzato solo a breve termine e nei soggetti affetti da insonnia cronica solo su base occasionale.
Può essere anche utilizzato nella pre-anestesia, prima di sottoporre i pazienti ad interventi chirurgici.

## Effetti collaterali e indesiderati
Durante il trattamento sono stati segnalati alcuni effetti avversi a carico dell'apparato gastrointestinale (riduzione dell'appetito, secchezza della bocca, dispepsia, nausea, vomito). A prevalere sono comunque i disturbi psichiatrici e a carico del sistema nervoso, comuni anche ad altre benzodiazepine o ipnotici; in particolare la sonnolenza, l'atassia, la cefalea, l'amnesia anterograda, l'affaticabilità, la perdita di coordinazione motoria, la vertigine, la difficoltà nell'eloquio, la confusione mentale, l'irrequietezza e le alterazione dell'umore.
Effetti collaterali meno comuni includono l'ipotensione ortostatica, la grave depressione respiratoria (soprattutto durante la notte e nei soggetti anziani con insufficienza respiratoria cronica e ipercapnia), le allucinazioni, le palpitazioni e le reazioni paradosse (ad esempio la comparsa di ansia marcata, l'aggressività e i comportamenti violenti).
In alcuni soggetti è stata segnalata la comparsa di alterazioni del normale ritmo del sonno, in particolare la soppressione del sonno REM. Questo tipo di effetto indesiderato si è verificato soprattutto in coloro che assumevano dosi superiori a quelle consigliate (dosaggi oltre gli 0,5–1 mg).
In condizioni normali la sospensione del trattamento si associa solo a una minima insonnia di rimbalzo.
Tuttavia, come accade anche per altre benzodiazepine, l'assunzione di brotizolam può comportare lo sviluppo di dipendenza fisica e psichica e questa possibilità aumenta con il dosaggio e la durata del piano terapeutico. I pazienti che hanno sviluppato dipendenza alla sospensione del trattamento sperimentano il verificarsi di un fenomeno di rimbalzo in cui i sintomi che li avevano spinti ad assumere l'ipnotico si ripresentano in forma aggravata, spesso associati ad altre reazioni quali ansia, agitazione marcata e irrequietezza, cambiamenti d'umore.

## Controindicazioni
Il farmaco è controindicato nei soggetti con ipersensibilità nota al principio attivo, ad altre benzodiazepine, oppure ad uno qualsiasi degli eccipienti contenuti nella formulazione farmaceutica.
È inoltre controindicato in pazienti affetti da insufficienza respiratoria grave o sindrome da apnea notturna, così come da miastenia grave e marcata insufficienza epatica. Particolare cautela deve essere riservata al suo utilizzo in alcune categorie di pazienti, quali gli anziani ed i soggetti con precedenti di dipendenza da sostanze o disturbi di tipo psichico, per la maggiore frequenza con cui si possono verificare eventi avversi o problemi di abuso.

## Dosi terapeutiche
Nei soggetti adulti il dosaggio raccomandato è pari a 0,25 mg, equivalenti ad una compressa, da assumersi con una minima quantità di acqua prima di recarsi a letto. Il paziente, dopo aver assunto l'ipnotico, è bene abbia a disposizione un periodo di almeno 7 ore per poter tranquillamente riposare o dormire. 
Nei soggetti anziani la dose iniziale da utilizzarsi deve essere prudenzialmente ridotta alla metà, ovvero 0,125 mg, sempre alla sera prima di coricarsi. Il paziente deve sempre iniziare il trattamento alla minima dose raccomandata. La dose consigliata di 0,25 mg non deve essere superata poiché, con dosaggi maggiori, aumenta in modo significativo il rischio di insorgenza di effetti indesiderati, particolarmente quelli a carico del sistema nervoso centrale.

## Abuso
Brotizolam è un farmaco con un potenziale di abuso. Si ha abuso di un farmaco quando questo viene assunto dal paziente per ottenere un effetto ricreativo (generalmente euforizzante), oppure quando il farmaco viene assunto a lungo termine contro il parere di un medico.

L'abuso di brotizolam, anche se non molto diffuso, è stato un problema sanitario ad Hong Kong, verso la fine degli anni 1980 e 1990. Per controllare l'abuso di benzodiazepine in questa regione molte sostanze benzodiazepiniche furono riclassificate come droghe pericolose a partire dal mese di ottobre 1990. Oltre a richiedere una formale prescrizione, la vendita di questi farmaci comportava la tenuta di registri dettagliati, indispensabili per eseguire la fornitura e la distribuzione degli stessi. Queste regole speciali furono applicate inizialmente solo per brotizolam, triazolam e flunitrazepam, dal momento che risultavano essere le principali benzodiazepine di abuso. L'impatto di queste modifiche normative sull'uso delle benzodiazepine è stato studiato attentamente analizzando i modelli di vendita di sette benzodiazepine tra il 1990 e il 1993. Nel 1991, le vendite di flunitrazepam e triazolam caddero, ma le vendite delle altre cinque benzodiazepine senza restrizioni risultarono aumentate.